# Tour d'Italie 1920
La 8e édition du Tour d'Italie s'est élancée de Milan le 23 mai 1920 et est arrivée à Milan le 6 juin. Long de 2 634 km, ce Giro a été remporté par Gaetano Belloni, vainqueur de 3 des 10 étapes.

## Équipes participantes
- Bianchi
- Gaia
- Legnano
- Indépendant

## Classement général
| Classement général final |                   |
| --- | ----------------- |
| \| 1. Gaetano Belloni \| 102 h 44 min 33 s \| \| 2. Angelo Gremo \| à 32 min 24 s \| \| 3. Jean Alavoine \| à 1 h 01 min 14 s \| \| 4. Emilio Petiva \| à 3 h 02 min 44 s \| \| 5. Domenico Schierano \| à 3 h 36 min 20 s \| \| 6. Marcel Buysse \| à 3 h 52 min 49 s \| \| 7. Ugo Agostoni \| à 4 h 17 min 35 s \| \| 8. Enrico Sala \| à 4 h 43 min 28 s \| \| 9. Giovanni Rossignoli \| à 5 h 54 min 47 s \| \| 10. Nicola Di Biase \| à 6 h 03 min 16 s \| \| 49 partants \| \| |                   |
| 1. Gaetano Belloni | 102 h 44 min 33 s |
| 2. Angelo Gremo | à 32 min 24 s     |
| 3. Jean Alavoine | à 1 h 01 min 14 s |
| 4. Emilio Petiva | à 3 h 02 min 44 s |
| 5. Domenico Schierano | à 3 h 36 min 20 s |
| 6. Marcel Buysse | à 3 h 52 min 49 s |
| 7. Ugo Agostoni | à 4 h 17 min 35 s |
| 8. Enrico Sala | à 4 h 43 min 28 s |
| 9. Giovanni Rossignoli | à 5 h 54 min 47 s |
| 10. Nicola Di Biase | à 6 h 03 min 16 s |
| 49 partants |                   |

## Étapes
| Étape     | Date   | Villes étapes      | km  | Vainqueur d'étape | Leader du classement général |
| 1re étape | 23 mai | Milan – Turin      | 348 | Giuseppe Olivieri | Giuseppe Olivieri            |
| 2e étape  | 25 mai | Turin – Lucques    | 378 | Gaetano Belloni | Gaetano Belloni              |
| 3e étape  | 27 mai | Lucques - Rome     | 386 | Gaetano Belloni | Gaetano Belloni              |
| 4e étape  | 29 mai | Rome - Chieti      | 234 | Jean Alavoine | Gaetano Belloni              |
| 5e étape  | 31 mai | Chieti - Macerata  | 236 | Leopoldo Torricelli | Angelo Gremo                 |
| 6e étape  | 2 juin | Macerata - Bologne | 282 | Jean Alavoine | Angelo Gremo                 |
| 7e étape  | 4 juin | Bologne - Trieste  | 349 | Pierino Albini | Gaetano Belloni              |
| 8e étape  | 6 juin | Trieste - Milan    | 421 | Neuf coureurs classés ex æquo : Ugo Agostoni, Jean Alavoine, Gaetano Belloni, Marcel Buysse, Nicola Di Biase, Angelo Gremo, Giovanni Rossignoli, Emilio Petiva et Enrico Sala | Gaetano Belloni              |

## Sources
- (nl) Cet article est partiellement ou en totalité issu de l’article de Wikipédia en néerlandais intitulé « Ronde van Italië 1920 » (voir la liste des auteurs).

## Note
1. ↑  La foule a envahi l’hippodrome où devait se juger l’arrivée avant que les coureurs ne passent la ligne.